# Никола Чалъков (политик)
Вижте пояснителната страница за други личности с името Никола Чалъков.
Никола Георгакиев Чалъков е български политик.

## Биография
Роден е през 1856 г. в град Пловдив в семейството на Георгаки Чалъкоглу и Елисавета Попйовчева от известния род Чалъкови. Завършва лицея Галата сарай, а после и Роберт колеж в Цариград. След 1878 г. работи като секретар на Областния съд на Източна Румелия. По-късно е личен секретар на Александър Богориди и Гаврил Кръстевич. За първи път е кмет на града между 7 юли и 5 октомври 1894 година. След като предишния кмет Манчо Манев подава оставка на негово място е избран Чалъков като помощник-кмет. Изпълнява тази длъжност до 5 октомври, когато министерството на вътрешните работи определя Пловдив да е управляван от тричленна комисия. Чалъков е четири пъти кмет на Пловдив (1894, 1899, 1899 – 1900, 1905 – 1906). През 1900 г. по негова инициатива се създава първото сиропиталище в града. Умира през 1923 г. и е погребан в църквата Св. Богородица в Пловдив.